# 几何竞技场
《几何竞技场》是011games開發的一款Roguelike彈幕射擊遊戲。

## 遊戲玩法
《几何竞技场》採用彈幕射擊遊戲的遊玩方式，並加入了Roguelike和養成元素。遊戲有12個可玩角色，每個角色都有獨特的攻擊方式。角色可以強化和裝備符文，角色最多裝備28個状态效果。遊戲關卡都是固定的場所，通關能獲得永久性強化角色的「星星」，解鎖和升級符文的「幾何幣」和在商店可用的状态效果碎片。

## 開發及發行
開發者011Games在三歲時就接觸到DOS遊戲，長大後想從事電子遊戲行業。在浙江大學就讀研究生期間，和朋友成立獨立遊戲開發小組，製作了一個半成品的彈幕射擊類.io游戏。2019年11月，011Games開啟的新專案《几何竞技场》，作為畢業論文的數據採集與實驗來源。之後他三次參與騰訊校招無果後，決定成為獨立開發者，在家人的支持下留在杭州繼續開發工作。遊戲美術風格受到名為「Dani」的YouTuber影響，使用幾何圖形作為遊戲角色。遊戲系統，011Games參考了陈星汉提出的「動態難度調整」進行設計。部分參與遊戲測試的玩家也加入的遊戲製作中，如顏午有參與音樂和部分圖標的設計，陳封有參與到標誌和图形用户界面設計。
遊戲原計劃於2020年4月16日在Steam推出搶先體驗版，由於不熟悉Steam操作，導致遊戲尚未宣發就在2020年4月8日就上架了，為此011Games在Bilibili平台尋求關注者的幫助，並放出了2000個免費遊戲啟用碼。在關注者的宣傳下，遊戲在發佈次日登上SteamDB新品热榜首位。2021年6月1日，遊戲的正式版在Steam發佈。

## 評價及反響
遊戲自搶先體驗版到正式版發售，在Steam都獲得壓倒性的好評，搶先體驗版發佈首月銷量有6646份。游戏大观稱讚遊戲有很高的可玩性，遊戲有着豐富的戰鬥系統，状态效果組合多樣。遊戲以很小的體量，給與玩家「在枪林弹雨的穿梭中获得极致的快感」。

## 外部連結
- 011games的哔哩哔哩个人空间